# كثيب: الإمبراطورية
كثيب: الإمبراطورية (بالإنجليزية: Dune: Imperium)‏ هي لعبة لوحية صدرت عام 2020 صممها بول دينين ونشرتها شركة الذئب الرهيب الرقمي. في لعبة الطاولة، التي تدور أحداثها في عالم فرانك هربرت كثيب، يستخدم اللاعبون بناء سطح السفينة ووضع العمال لكسب تحالفات مع الفصائل والقتال لكسب نقاط النصر. عند إصدارها، تم ترشيح اللعبة للعديد من الجوائز، بما في ذلك جائزة لعبة كينيرسبيل دي جايرس.

## وصلات خارجية
- (بالإنجليزية)